# Lara Li
Lara Li, nome artístico de Lara Pires Amendoeira (Lisboa, 28 de dezembro de 1958), é uma cantora portuguesa. A canção "Telepatia" (1981) é o seu ex libris.

## Biografia
Com 4 anos vai para Moçambique com os pais, onde começa a aprender solfejo e piano aos 7 anos, no colégio Nª Srª dos Anjos, na Beira, em frente a uma praça onde havia um Teatro, que a fascinava. Durante a adolescência participou em vários espetáculos de variedades em Lourenço Marques.
Em 1975 editou o seu single de estreia, três dias antes de embarcar para Lisboa.

### Percurso artístico
Anos 80 e 90
Em 1979 é o ano do single "Teu Ponto Final", canção essa que foi enviada para o Festival RTP da Canção desse ano mas não ficou apurada para as semifinais. Em 1980, participa no Festival RTP da Canção, com "E Pouco Mais". Nesse verão lança o single "Hoje Há Festa" que obteve um grande sucesso.
O álbum "Água na Boca" é editado em 1981, que inclui o seu tema ex libris "Telepatia" e "O Rapaz Do Cubo Mágico" que foram editados em single. A parceria artística com Ana Zanatti e Nuno Rodrigues é já evidente, com a primeira a ser responsável pelas letras e o segundo pela produção. "O Rapaz Do Cubo Mágico" contou também com a produção de Victor Perdigão e Danny Antonelli. Este último disponibiliza o tema no seu sítio oficial ver .
O álbum "Vem" é editado em 1984 e participa no Festival RTP da Canção 1986 com "Rapidamente", festival do qual sai vencedora Dora, com "Não Sejas Mau P'ra Mim".
Em Fevereiro de 1987 o álbum "Quimera" é editado, com a inclusão de versões de temas clássicos da música portuguesa como "Nem às Paredes Confesso", "Quimera de Ouro", "Barco Negro" ou "Sol de Inverno". O disco incluía os inéditos "Jura" da dupla Carlos Tê/Rui Veloso (apresentado no Festival do ano anterior) e "Quarto Crescente" de Ana Zanatti e Cris Kopke.
Editado em 1995 pela Movieplay Portuguesa, S.A. surge o álbum "Consequências", resultado de uma colaboração muito estreita com Fernando Girão, que compôs a solo 9 das 11 faixas e participou com Miguel Braga e Luís Tinoco nas duas restantes.
Fernando Girão também produziu e dirigiu o trabalho, gravado nos estúdios Namouche, em Lisboa. Deste CD notabilizou-se a Faixa nº 3 - "Eu Gosto Tanto De Ti", com música de Fernando Girão/Miguel Braga e Letra de Fernando Girão. Como curiosidade, surge uma letra de Ana Zanatti na Faixa nº 5 - "Eu Quero Ter Eternamente Este Segredo".
Em 1996 é editada a coletânea "Telepatia" na coleção Caravela.
Depois do ano 2000
Sem novos trabalhos discográficos e quase totalmente afastada dos palcos e das aparições em público, em 2000, participa em dois temas do CD da Campanha Pirilampo Mágico, no geral e no dueto com Paulo de Carvalho ("Talvez em Algum Lugar"). É convidada de Paulo de Carvalho para um espetáculo em Abidjan (Costa do Marfim).
Em 2005, é convidada pelo músico Miguel Braga para ao seu trabalho "Secreta Passagem", no qual interpreta o tema como o mesmo nome.
Os 50 anos de carreira de Simone de Oliveira em 2008, provocam uma das poucas aparições de Lara em público dos últimos tempos. Vários artistas sobem ao palco do Coliseu dos Recreios para homenagearem Simone de Oliveira em Num País Chamado Simone. Lara Li interpreta os temas "Adeus" e "Fala da Mulher Sozinha".
Em 2010, ressurge no panorama nacional um novo disco de Lara Li, após quase uma década de ausência.
Levemente é um álbum que reflete a cumplicidade da parceria musical de Miguel Braga e Lara Li. Entre piano e voz, recupera num registo sobretudo jazzístico, alguns temas bem conhecidos da música ligeira e lança outros, inéditos, mas não menos apelativos. O título, bem sugestivo do tom geral deste álbum, é inspirado na canção de abertura “Balada da Neve”, uma adaptação do famoso poema de Augusto Gil.
Em abril de 2013 estreia-se como atriz no TEATRO RÁPIDO no Chiado, um conceito de MicroEspetáculos de Teatro com a duração de 15 minutos. LÁPIS AZUL, era o nome da Micro-Peça de Tiago Torres da Silva, em que interpretava uma atriz veterana às portas da morte e que se recusa a sair de cena. O Crítico João Carneiro no "Expresso" destacou a "revelação de Lara Li, uma belíssima voz, uma elocução irrepreensível e, principalmente, uma presença que, só por si, é um acontecimento".
Participou no Festival RTP da Canção 2023 com o tema "Funâmbula", escrito por André Henriques, sendo a terceira vez que participa neste festival.

## Discografia

### Álbuns
- 1981 - Água na Boca
- 1984 - Vem
- 1988 - Quimera
- 1995 - Consequências
- 2010 - Levemente, Lara Li & Miguel Braga

### Singles
- 1979 - Teu Ponto Final/Teu Ponto Final (Disco Version) (Single, EMI, 1979)
- 1979 - Fandango da Moda/Uma Letra Para Ti (Single, EMI, 1979)
- 1980 - E Pouco Mais (Single, EMI, 1980)
- 1980 - Hoje Há Festa/Quando a Luz Se Apagar (Single, EMI, 1980)
- 1981 - Telepatia/Cordão Umbilical (Single, EMI, 1981)
- 1981 - O Rapaz do Cubo Mágico/De Água Na Boca (Single, EMI, 1981)
- 1983 - Ai Nana Coco (Palmeira Tropical)/E Namorar (Single, EMI, 1983)
- 1984 - Vem/Nada Mais (Máxi, EMI, 1984)
- 1987 - Jura/Quarto Crescente (Single, EMI, 1987)
- 1987 - A Pedra Que Caiu/Quimera do Ouro (Single, EMI, 1987)

### Compilações
- 1996 - Telepatia - Coleção Caravela
- 2004 - Telepatia - Coleção Caravelas

### Coletâneas
- 1996 - Primeiro Amor -  Primeiro Amor / Obsessão
- 2000 - Pirilampo Mágico 2000
- 2003 - O Último Beijo - O Último Beijo
- 2003 - Ana e Os 7 - Onde Param Os Meus Santos
- 2005 - Miguel Braga/Secreta Passagem - Secreta Passagem